# 周彤华
周彤华（1919年—），男性，浙江慈溪人，中华民国外交官。

## 生平
周彤华早年先后毕业于大夏大学（今华东师范大学）法律系、中央政治学校高等科。1950年起，历任中华民国驻檀香山副领事、外交部亚东司科长、驻泰国大使馆一等秘书、驻墨尔本领事、驻休斯敦总领事、驻洛杉矶总领事、驻旧金山总领事等职务。1971年出任外交部亚东太平洋司司长。1976年至1985年间任中华民国驻斯威士兰大使。